# Mastophora bisaccata
Mastophora bisaccata är en spindelart som först beskrevs av James Henry Emerton 1884.  Mastophora bisaccata ingår i släktet Mastophora och familjen hjulspindlar. Inga underarter finns listade i Catalogue of Life.